# Johann Weisser
Johann Weisser (* 17. Dezember 1894 in Peterzell; † 15. April 1951 in St. Georgen im Schwarzwald) war ein deutscher Ingenieur, Architekt, Unternehmer und Politiker (DemP, FDP).

## Leben
Johann Weisser wurde als Sohn des Maurermeisters Gottlieb Weisser geboren. Nach dem Besuch der Bürger- und Oberrealschule in Villingen bis zur Primareife 1911 arbeitete er für zwei Jahre im elterlichen Betrieb. Er erlangte die Hochschulreife und nahm ein Studium des Hoch- und Tiefbaus an der Technischen Hochschule Karlsruhe auf, das er mit der Prüfung als Diplom-Ingenieur abschloss. Im Anschluss arbeitete er als Architekt in der väterlichen Bauunternehmung, die er 1937 als alleiniger Inhaber übernahm. Von 1939 bis 1940 nahm er als Soldat am Zweiten Weltkrieg teil, zuletzt als Oberleutnant der Reserve. Danach beschäftigte er sich wieder mit der Leitung seiner Firma.
Weisser trat 1919 in die DDP ein und wechselte während der Zeit der Weimarer Republik zur DVP über, der er bis zu ihrer Auflösung 1933 angehörte. Während der Zeit des Nationalsozialismus blieb er parteilos. Anfang 1946 schloss er sich der neugegründeten Demokratischen Partei Badens an, aus der nach dem Zusammenschluss anderer liberaler Parteien die FDP Baden-Württemberg hervorging. Im Oktober 1947 wurde er im Schriftführer im erweiterten DPB-Vorstand. Darüber hinaus war er Vorsitzender des DPB-Kreisverbandes Villingen.
Weisser war von 1946 bis zu seinem Tode Mitglied im Kreistag des Landkreises Villingen. 1947 wurde er als Abgeordneter in den Badischen Landtag gewählt, dem er ebenfalls bis zu seinem Tode angehörte. Sein Nachfolger im Parlament war Karl Zimmermann. Vom 3. Dezember 1946 bis zum 26. Juni 1947 amtierte Weisser unter Leo Wohleb als Staatskommissar für Verkehr (Post, Eisenbahn und Telegraphie) des Landes Baden. Als solcher nahm er zahlreiche Aufgaben im Bereich des Wiederaufbaus wahr. Im Anschluss war er für Baden Mitglied des Eisenbahn-Verkehrsrates der Betriebsvereinigung der Südwestdeutschen Eisenbahnen, der Staatsbahn in der französisch besetzten Zone. Dies blieb er bis zum 31. Mai 1948, als er aufgrund wirtschaftlicher Verpflichtungen für seinen Betrieb wieder in die Privatwirtschaft wechselte.